# Typhloditha minima
Typhloditha minima är en spindeldjursart som beskrevs av Beier 1959. Typhloditha minima ingår i släktet Typhloditha och familjen Tridenchthoniidae. Inga underarter finns listade i Catalogue of Life.